# Adolf Bohaty

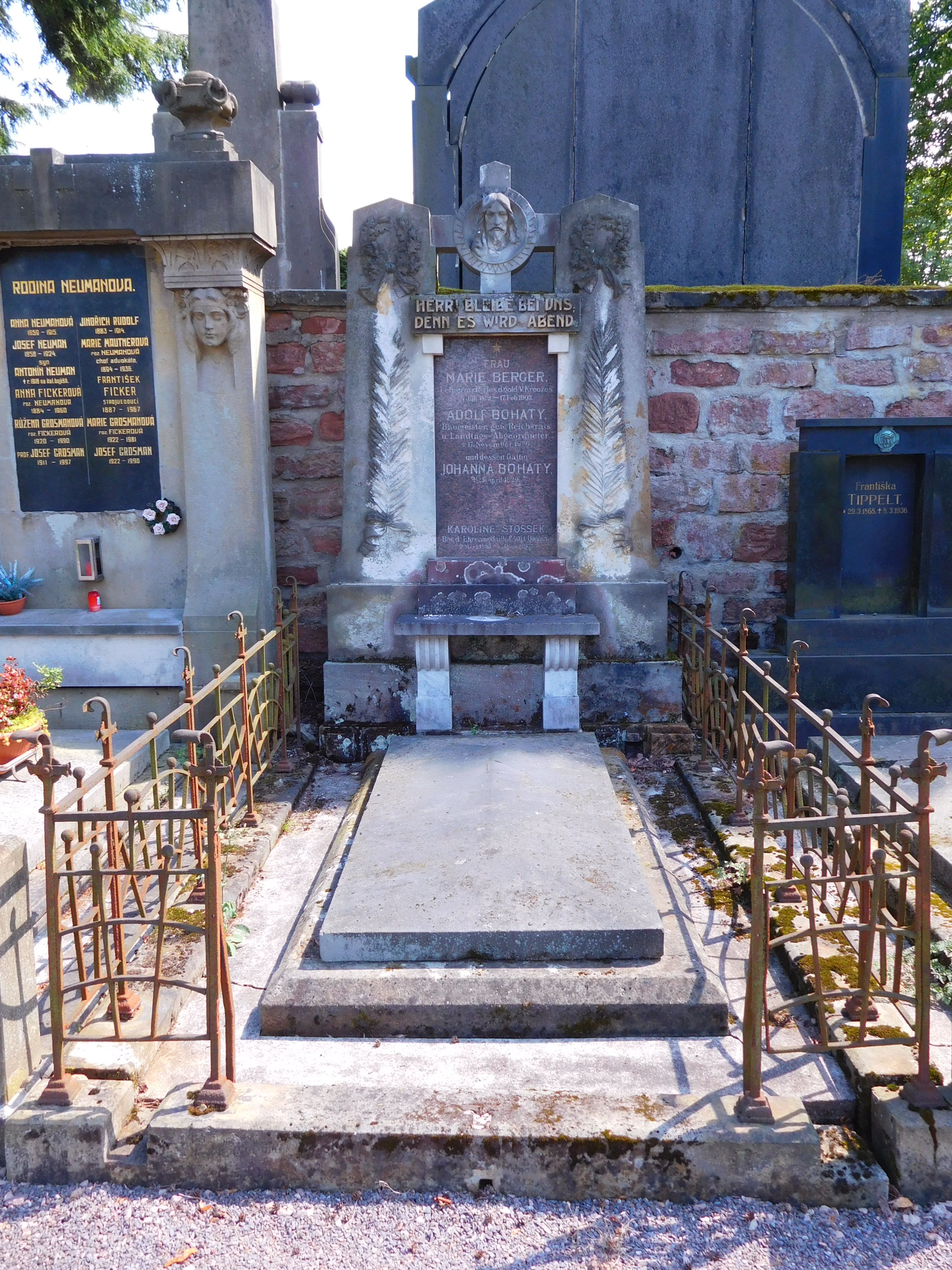
Hrob Adolfa Bohatyho v Trutnově

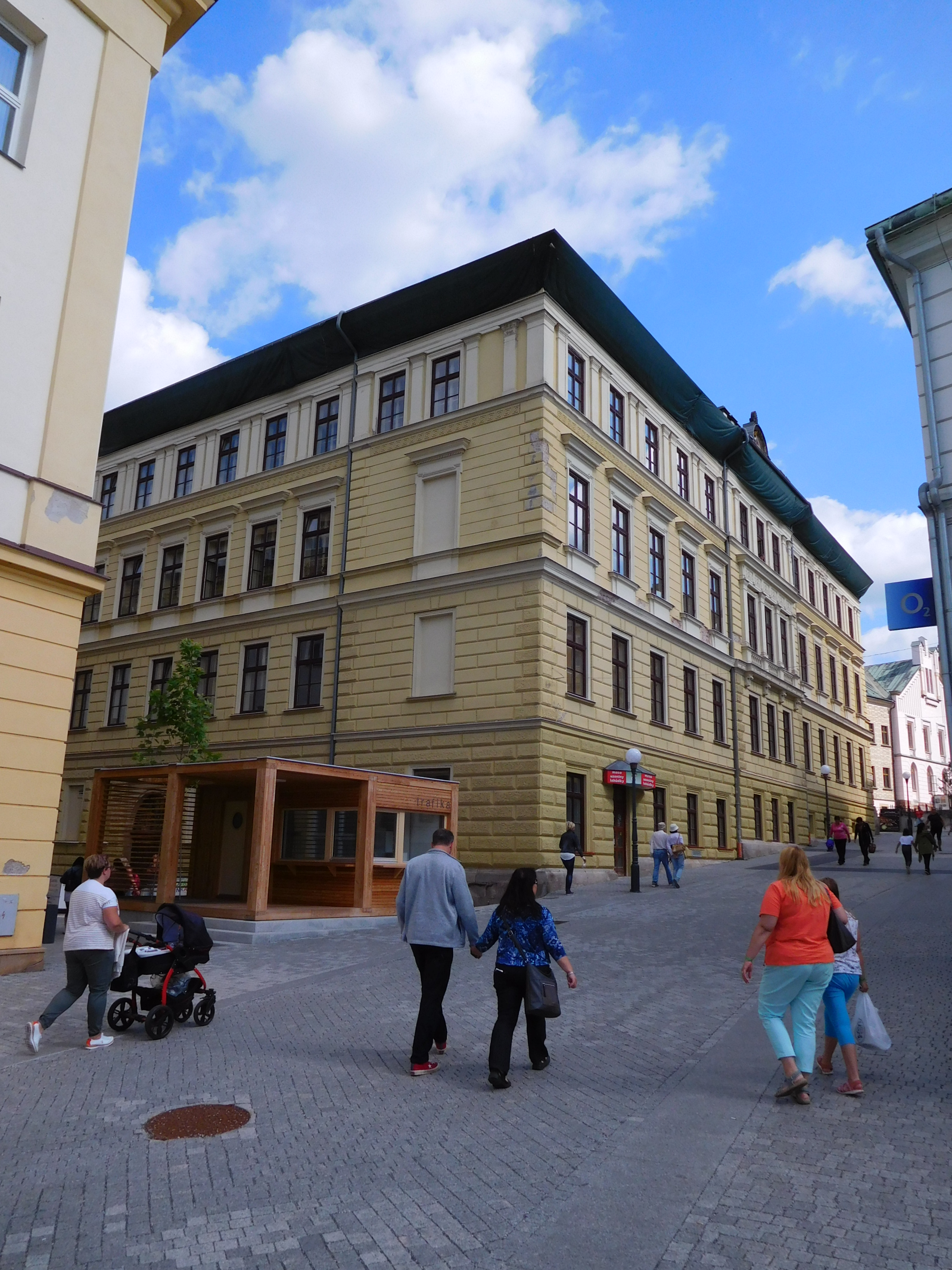
Školní budova (původně německé gymnázium) v Trutnově postavená stavitelem Bohatym

Adolf Bohaty (6. srpna 1845 Žlutice – 17. listopadu 1929) byl český a rakousko-uherský stavební podnikatel a politik německé národnosti působící na Trutnovsku a Liberecku.

## Biografie
Narodil se ve Žluticích. Navzdory česky znějícímu příjmení měl až do roku 1654 doloženou německou národnost svých předků. Vystudoval reálku v Plzni a odborné školy v Mnichově. Roku 1872 přesídlil do Trutnova, kde působil jako stavitel. Na městském hřbitově v Trutnově postavil kapli svatého Kříže.
K roku 1895 se uvádí jako člen obecní rady v Trutnově. Od roku 1883 zasedal v liberecké obchodní komoře.
Roku 1883 se stal poslancem Říšské rady (celostátní zákonodárný sbor), kde zastupoval kurii obchodních a živnostenských komor, obvod Liberec. Slib složil 4. prosince 1883. Mandát obhájil v řádných volbách roku 1885, volbách roku 1891 a volbách roku 1897.
Na Říšské radě patřil po volbách roku 1883 do poslaneckého klubu Sjednocené levice, do kterého se spojilo několik ústavověrných proudů. Jako kandidát Sjednocené levice se uvádí i po volbách roku 1885. Po rozpadu Sjednocené levice přešel do frakce Německý klub. V roce 1890 se uvádí jako poslanec obnoveného klubu německých liberálů, nyní oficiálně nazývaného Sjednocená německá levice. I ve volbách roku 1891 byl na Říšskou radu zvolen za Sjednocenou německou levici. Z klubu Sjednocené německé levice vystoupil roku 1896. Ve volbách roku 1897 byl na Říšskou radu zvolen za Německou pokrokovou stranu. K roku 1897 se profesně uvádí jako městský stavební mistr.
Působil i jako poslanec Českého zemského sněmu, kam byl zvolen v zemských volbách roku 1883. Znovu byl poslancem sněmu zvolen roku 1887. Uspěl i v řádných zemských volbách roku 1889 a v zemských volbách roku 1895.
Zemřel roku 1929 a byl pochován v rodinné hrobce na trutnovském městském hřbitově.